# CFAP53
CFAP53‏ (Cilia and flagella associated protein 53) هوَ بروتين يُشَفر بواسطة جين CFAP53 في الإنسان.